# هوب ميرليس
هوب ميرليس (بالإنجليزية: Hope Mirrlees)‏ (8 أبريل 1887، كنت في المملكة المتحدة - 1 أغسطس 1978)؛ كاتِبة، شاعرة، مترجمة وروائية بريطانية.